# Robert Adolfowitsch Minlos
Robert Adolfowitsch Minlos (russisch Роберт Адольфович Минлос, englische Transkription Robert Adolfovich Minlos; * 28. Februar 1931 in Moskau; † 9. Januar 2018) war ein russischer Mathematiker, der sich insbesondere mit Wahrscheinlichkeitstheorie und mathematischer statistischer Physik beschäftigte.
Minlos studierte an der Lomonossow-Universität unter anderem bei Israel Gelfand, mit dem er 1958 ein Buch über die Darstellungstheorie der in der Physik wichtigen Dreh- und Lorentzgruppe schrieb. 1968 habilitierte er sich (russischer Doktorgrad) bei Andrei Kolmogorow (Mathematische Probleme der gegenwärtigen statistischen Physik). Er war Professor an der Lomonossow-Universität und war mit Roland Dobruschin und Jakow Sinai einer der Leiter des Seminars über statistische Physik in Moskau und Dobruschins Nachfolger als Leiter des Labors für Informationsübertragungsprobleme der Russischen Akademie der Wissenschaften (Dobruschin Labor). Er war auch Professor an der Unabhängigen Universität Moskau.
Minlos beschäftigte sich insbesondere mit mathematischen Aspekten der Physik, wie der mathematischen Basis von Pfadintegralen und Darstellungen der Lorentzgruppe, insbesondere aber statistischer Physik (Theorie der Phasenübergänge, Zufallspfade, Isingmodell, Entropie im thermodynamischen Grenzfall, Verbindungen zur Quantenfeldtheorie, Cluster-Entwicklungen und anderes).
Der Satz von Minlos und der Satz von Minlos-Sasonow sind nach ihm benannt.

## Schriften
- mit Israel Gelfand, Z. J. Shapiro: Representations of the rotation and the Lorenz groups and their applications, MacMillan, Pergamon Press 1963
- mit Vadim Alexandrovich Malyshev: Gibbs random fields – a cluster expansion, Kluwer 1991
- mit Malyshev: Linear infinite particle operators, American Mathematical Society 1995
- Introduction to mathematical statistical physics, American Mathematical Society 2003
- Herausgeber: On Dobrushin's way: from probability theory to statistical physics, American Mathematical Society 2000

## Einzelnachweis
1. ↑  In memoriam. Роберт Адольфович Минлос (28.02.1931 - 09.01.2018)

| Personendaten    | Personendaten |
| ---------------- | --- |
| NAME             | Minlos, Robert Adolfowitsch                                                                                          |
| ALTERNATIVNAMEN  | Minlos, Robert Adolʹfovič; Minlos, Robert Adolfovich (englische Transkription); Минлос, Роберт Адольфович (russisch) |
| KURZBESCHREIBUNG | sowjetischer bzw. russischer Mathematiker                                                                            |
| GEBURTSDATUM     | 28. Februar 1931 |
| GEBURTSORT       | Moskau |
| STERBEDATUM      | 9. Januar 2018 |